# Movimiento de Educación Socialista
El Movimiento de Educación Socialista (chino simplificado: 社会主义教育运动; chino tradicional: 社會主義教育運動), también conocido como el Movimiento de las Cuatro Limpiezas (chino simplificado: 四清运动; chino tradicional: 四清運動), fue un movimiento nacional lanzado por Mao Zedong en 1963 en la República Popular China. Mao buscó eliminar a supuestos elementos reaccionarios dentro de la burocracia del Partido Comunista de China.

## Objetivo
El objetivo del movimiento era limpiar la política, la economía, la organización y la ideología (las cuatro limpiezas). El movimiento duró al menos hasta 1965, lo que exigió los intelectuales enviados al campo para ser reeducados por los campesinos locales. Los jóvenes intelectuales todavía asistían a la escuela, pero también trabajaban en fábricas y con los campesinos.

## Consecuencias
Investigadores chinos han señalado que el movimiento resultó en al menos 77,560 muertes, con 5,327,350 personas perseguidas. El Movimiento de Educación Socialista es considerado como el precursor de la Revolución Cultural. La relación entre Mao Zedong y Liu Shaoqi, segundo presidente de China, empeoró durante el movimiento.